# Quvenzhané Wallis
Quvenzhané Wallis (/kwəˈvændʒəneɪ/ kwə-VAN-jə-nay; sinh ngày 28 tháng 8 năm 2003) là một nữ diễn viên và nhà văn người Mỹ. Năm 2012, cô thủ vai Hushpuppy trong bộ phim truyền hình Beasts of the Southern Wild (2012), nhờ bộ phim này mà Wallis được đề cử Giải Oscar cho Nữ diễn viên chính xuất sắc nhất, khiến cho cô trở thành người trẻ nhất, cũng như cho đến tận bây giờ là người duy nhất sinh vào thế kỷ 21 được đề cử cho một giải Oscar diễn xuất. Cô cũng đóng vai Annie Bennett trong bản chuyển thể năm 2014 của phim Annie, và đã được đề cử giải Quả cầu vàng cho Nữ diễn viên chính xuất sắc nhất trong phim điện ảnh - hài kịch hoặc ca nhạc.
Năm 2017, Wallis đã xuất bản hai cuốn sách là: Shai & Emmie Star in Break an Eggs! và A Night Out with Mama. Cô đã xuất bản thêm hai cuốn sách nữa là: Shai & Emmie Star in Darcy Pants! và Shai & Emmie Star in To the Rescue! 

## Tiểu sử
Wallis được sinh ra tại Houma, Louisiana với mẹ là bà Qulyndreia Wallis (nhũ danh là Jackson), một giáo viên và cha là ông Venjie Wallis, Sr., một tài xế xe tải. Cô có một chị gái tên là Qunyquekya và hai anh trai là Vejon và Venjie, Jr. Tên cô, "Quvenzhané" là ghép giữa âm tiết đầu của tên cha mẹ cô trong "Quven", và một từ thay thế của từ jini trong tiếng Swahili có nghĩa là 'sprite' hoặc 'thần tiên'.

## Sự nghiệp
Wallis, khi mới năm tuổi, đã nói dối tuổi của mình để được thử vai cho vai chính của phim Beasts of the Southern Wild, vai diễn đầu tiên của cô, vì độ tuổi tối thiểu để được thử vai là sáu. Cuối cùng cô đã vượt qua 4000 ứng viên để giành được vai Hushpuppy, một đứa trẻ thần đồng quật cường sống cùng người cha đang hấp hối trong khu rừng lầy lội bẩn thỉu ở Louisiana. Đạo diễn Benh Zeitlin phát biểu với tờ The Daily Beast rằng khi ông thẩm định Wallis, ông ngay lập tức nhận ra điều mình đang tìm kiếm và đã thay đổi kịch bản của Beasts cho phù hợp với tính cách mạnh mẽ của cô. Khả năng đọc, tiếng hét lớn và kỹ năng ợ hơi khi được yêu cầu của Wallis đã gây ấn tượng với đạo diễn và khiến cô giành được vai diễn. Zeitlin cũng đã nhận định rằng "đó chỉ là cảm giác đằng sau đôi mắt của cô ấy".
Bộ phim được công chiếu lần đầu tại Liên hoan phim Sundance tháng 1 năm 2012 với nhiều đánh giá cao, giành được Giải thưởng lớn của Ban giám khảo. Tháng 5 năm 2012, Wallis bay tới Pháp để tham dự buổi công chiếu phim tại Liên hoan phim Cannes. Bộ phim đã nhận được nhiều sự hoan nghênh và khen ngợi với sự thể hiện xuất sắc của Wallis và giành được giải thưởng Caméra d'Or danh giá cho Phim điện ảnh đầu tay xuất sắc nhất. Ngày 10 tháng 1 năm 2013, khi mới 9 tuổi, Wallis đã trở thành ứng viên trẻ nhất được đề cử giải Nữ diễn viên chính xuất sắc nhất của Lễ trao giải Oscar và là người trẻ thứ ba trong tất cả các hạng mục. Tuy nhiên, Wallis chỉ mới sáu tuổi trong quá trình quay phim. Wallis ngoài là diễn viên nhí người Mỹ gốc Phi đầu tiên được đề cử giải Oscar, thì cô cũng là người đầu tiên sinh ra trong thế kỷ 21 được đề cử cho một Giải thưởng Hàn lâm.
Wallis có một vai diễn trong phim 12 Years a Slave (2013), và hợp tác lần thứ hai với Sundance trong phim ngắn tên là Boneshaker. Năm 2014, cô thủ vai Annie Bennett Stacks trong phim Annie. Quvenzhané đã làm nên lịch sử khi là người Mỹ gốc Phi đầu tiên đóng vai Annie. Vì vậy Wallis đã được đề cử Giải Quả cầu vàng cho Nữ diễn viên chính xuất sắc nhất trong phim điện ảnh - hài kịch hoặc ca nhạc và nhận được khen ngợi từ hầu hết các nhà phê bình, dù cho bộ phim được cho là một bản chuyển thể kém hơn nhiều so với bản nhạc kịch Broadway kinh điển. Tháng 5 năm 2014, Wallis được nêu tên là gương mặt đại diện của Armani Junior, dòng sản phẩm cho trẻ em và thanh thiếu niên của Giorgio Armani. Điều này làm cô bé trở thành sao nhí đầu tiên trở thành gương mặt đại diện của một thương hiệu cao cấp.
Wallis cũng góp mặt trong "Lemonade", bộ phim ngắn năm 2016 của Beyoncé và xuất hiện trong video âm nhạc "Formation". Vào tháng 10 năm 2017, cô đã phát hành hai cuốn sách dành thiếu nhi là: Shai & Emmie Star in Break an Egg! (nói về tình bạn) và A Night Out With Mama (nói về đêm tại lễ trao giải Oscar của cô với mẹ mình). Cô tiếp nối chúng với hai cuốn sách nữa là: Shai & Emmie Star in To the Rescue! và Shai & Emmie Star in Dancy Pants! vào năm 2018.
Cô cũng là thành viên của Học viện Khoa học và Nghệ thuật Điện ảnh  nhánh Diễn viên từ năm 2018.

## Danh sách phim
| Năm  | Tiêu đề                        | Vai trò              | Ghi chú   |
| ---- | ------------------------------ | -------------------- | --------- |
| 2012 | Quái vật miền Nam hoang dã     | Hushpuppy            |           |
| 2013 | Boneshaker                     | Blessing             | Phim ngắn |
| 2013 | 12 năm nô lệ                   | Margaret Northup     |           |
| 2014 | Annie                          | Annie Bennett Stacks |           |
| 2014 | Nhà tiên tri của Kahlil Gibran | Almitra (lồng tiếng) |           |
| 2015 | Cha và con gái                 | Lucy                 |           |
| 2016 | Lemonade                       | Chính cô ấy          |           |
| 2016 | Trolls                         | Harper (lồng tiếng)  |           |
| 2019 | Black-ish                      | Kyra                 | 5 tập     |

## Giải thưởng và đề cử
| Năm  | Giải thưởng                                                                                           | Phim                        | Kết quả   |
| ---- | --- | --------------------------- | --------- |
| 2013 | Giải thưởng Hàn lâm cho Nữ diễn viên chính xuất sắc nhất                                              | Beasts of the Southern Wild | Đề cử     |
| 2013 | Màn trình diễn đột phá xuất sắc nhất của Hiệp hội Các nhà phê bình phim người Mỹ gốc Phi              | Beasts of the Southern Wild | Đoạt giải |
| 2013 | Giải thưởng của Liên minh các nữ nhà báo điện ảnh cho Màn trình diễn đột phá nhất                     | Beasts of the Southern Wild | Đoạt giải |
| 2013 | Giải thưởng Nghệ sĩ Đột phá của Hiệp hội Phê bình phim Austin                                         | Beasts of the Southern Wild | Đoạt giải |
| 2013 | Giải thưởng Black Reel cho Nữ diễn viên chín xuất sắc nhất                                            | Beasts of the Southern Wild | Đoạt giải |
| 2013 | Giải thưởng Black Reel cho Màn trình diễn Đột phá xuất sắc nhất                                       | Beasts of the Southern Wild | Đoạt giải |
| 2013 | Giải thưởng của Hiệp hội Phê bình Phim Phát sóng cho Nữ diễn viên chính xuất sắc nhất                 | Beasts of the Southern Wild | Đề cử     |
| 2013 | Giải thưởng của Hiệp hội Phê bình Phim Phát sóng cho Diễn viên trẻ xuất sắc nhất                      | Beasts of the Southern Wild | Đoạt giải |
| 2013 | Giải thưởng của Hiệp hội Phê bình phim Chicago cho Nữ diễn viên chính xuất sắc nhất                   | Beasts of the Southern Wild | Đề cử     |
| 2013 | Giải thưởng của Hiệp hội Phê bình phim Chicago cho Diễn viên hứa hẹn nhất                             | Beasts of the Southern Wild | Đoạt giải |
| 2013 | Giải thưởng của Hiệp hội Phê bình phim Dallas-Fort Worth cho Nữ diễn viên chính xuất sắc nhất         | Beasts of the Southern Wild | Đề cử     |
| 2013 | Nữ diễn viên chính xuất sắc nhất của Hiệp hội Phê bình phim Denver                                    | Beasts of the Southern Wild | Đề cử     |
| 2013 | Giải thưởng của Hội Các nhà phê bình phim Florida cho Màn trình diễn đột phá xuất sắc nhất            | Beasts of the Southern Wild | Đoạt giải |
| 2013 | Giải thưởng Gotham Independent Film cho Diễn viên đột phá                                             | Beasts of the Southern Wild | Đề cử     |
| 2013 | Giải New Hollywood tại Liên hoan phim Hollywood                                                       | Beasts of the Southern Wild | Đoạt giải |
| 2013 | Nữ diễn viên chính xuất sắc nhất của Hiệp hội Phê bình phim Houston                                   | Beasts of the Southern Wild | Đề cử     |
| 2013 | Giải thưởng Independent Spirit cho Nữ diễn viên chính xuất sắc nhất                                   | Beasts of the Southern Wild | Đề cử     |
| 2013 | Giải thưởng điện ảnh MTV cho Màn trình diễn Đột phá xuất sắc nhất                                     | Beasts of the Southern Wild | Đề cử     |
| 2013 | Giải NAACP Image cho Nữ diễn viên điện ảnh xuất sắc nhất                                              | Beasts of the Southern Wild | Đề cử     |
| 2013 | Giải thưởng của Ủy ban Quốc gia về Phê bình Điện ảnh cho Nữ diễn viên đột phá                         | Beasts of the Southern Wild | Đoạt giải |
| 2013 | Giải thưởng của Hội Phê bình phim New York Online cho Màn trình diễn đột phá                          | Beasts of the Southern Wild | Đoạt giải |
| 2013 | Giải thưởng của Hội Phê bình phim online cho Nữ diễn viên chính xuất sắc nhất                         | Beasts of the Southern Wild | Đề cử     |
| 2013 | Giải thưởng của Hội phê bình phim Phoenix cho Nữ diễn viên chính xuất sắc nhất                        | Beasts of the Southern Wild | Đề cử     |
| 2013 | Giải thưởng của Hội phê bình phim Phoenix cho Nữ diễn viên trẻ xuất sắc nhất trong vai chính hoặc phụ | Beasts of the Southern Wild | Đoạt giải |
| 2013 | Giải thưởng của Hội phê bình phim Phoenix cho Màn trình diễn Đột phá                                  | Beasts of the Southern Wild | Đoạt giải |
| 2013 | Liên hoan phim quốc tế Santa Barbara — Giải thưởng Virtuoso                                           | Beasts of the Southern Wild | Đoạt giải |
| 2013 | Giải thưởng Satellite cho Nữ diễn viên đột phá nhất                                                   | Beasts of the Southern Wild | Đoạt giải |
| 2013 | Giải Sao Thổ cho diễn viên trẻ xuất sắc nhất                                                          | Beasts of the Southern Wild | Đề cử     |
| 2013 | Giải thưởng của Hiệp hội Phê bình phim St. Louis Gateway cho Nữ diễn viên chính xuất sắc nhất         | Beasts of the Southern Wild | Đề cử     |
| 2013 | Giải thưởng của Hiệp hội Phê bình phim Utah Gateway cho Nữ diễn viên chính xuất sắc nhất              | Beasts of the Southern Wild | Đề cử     |
| 2013 | Giải thưởng của Hiệp hội Phê bình phim khu vực Washington D.C. cho Màn trình diễn đột phá nhất        | Beasts of the Southern Wild | Đoạt giải |
| 2013 | Giải thưởng của Hội Phê bình phim nữ cho Diễn viên trẻ xuất sắc nhất                                  | Beasts of the Southern Wild | Đoạt giải |
| 2013 | Giải Nghệ sĩ trẻ cho Diễn xuất hay nhất trong phim điện ảnh đối với nữ diễn viên chính                | Beasts of the Southern Wild | Đoạt giải |
| 2015 | Giải Nghệ sĩ trẻ cho Diễn xuất hay nhất trong phim điện ảnh đối với nữ diễn viên chính                | Annie                       | Đoạt giải |
| 2015 | Giải Quả cầu Vàng cho Nữ diễn viễn chính xuất sắc nhất trong phim điện ảnh – Hài kịch hoặc Nhạc kịch  | Annie                       | Đề cử     |
| 2015 | Giải NAACP Image cho Nữ diễn viên điện ảnh xuất sắc nhất                                              | Annie                       | Đề cử     |
| 2015 | Giải thưởng của Hiệp hội Phê bình Phim phát sóng cho Diễn viên trẻ xuất sắc nhất                      | Annie                       | Đề cử     |
| 2015 | Giải thưởng Black Reel cho Nữ diễn viên chính xuất sắc nhất                                           | Annie                       | Đề cử     |
| 2015 | Giải thưởng của Hội Phê bình phim nữ cho Nữ diễn viên trẻ xuất sắc nhất                               | Annie                       | Đề cử     |